# 伊帝建
伊 帝建（い・ていけん、朝鮮語: 이제건）は、高麗の初代王王建の母方の高祖父の兄である。

## 人物
中国陝西省京兆郡出身の康叔の次男の67代子孫の康虎景の息子の康忠は、伊帝建と康宝育をもうける。康宝育は兄の伊帝建の娘である徳周を娶り、康辰義をもうけ、康辰義と中国人とのあいだに王帝建が生まれる。王帝建は、父を探しに唐に行くため黄海を渡河していた途上、西海龍王の娘の龍女（後の元昌王后）と出会い、息子の王隆をもうけ、その王隆の息子が高麗の初代王王建である。
八幡和郎は、「宝育は兄の娘の徳周を娶って娘の辰義をもうけましたが、辰義は素性の知れない中国人の商人と結ばれて作帝建（懿祖）を産みました」「父方の系譜において中国人の血を引く人物であることはたしかです」と述べている。

## 家族
- 父：康忠
- 弟：康宝育
- 子：徳周